# Премия Маркова
Премия Маркова — советская и российская математическая премия, присуждается за выдающиеся результаты в области математики. Носит имя Андрея Андреевича Маркова (старшего), академика Императорской Санкт-Петербургской академии наук.
Вручалась Академией наук СССР с 1971 года. Вновь была учреждена постановлением Президиума РАН от 23 февраля 1993 года. Как правило, вручалась раз в три года одному математику, но первую премию разделили трое учёных, а между двумя присуждениями в 1990-е годы прошло 5 лет (1992 и 1997 годы).

## Награждённые учёные
На 2024 год награда была вручена следующим учёным:
- 1971 — Валентин Владимирович Петров, Владимир Михайлович Золотарёв и Витаутас Антанович Статулявичус — за цикл работ по предельным теоремам для независимых величин для цепей Маркова
- 1974 — Александр Федорович Лаврик — за цикл работ «Приближенные функциональные уравнения для дзета-функций»
- 1977 — Альберт Николаевич Ширяев — за цикл работ по стохастическим уравнениям марковских процессов
- 1980 — Юрий Владимирович Матиясевич — за цикл работ по диофантовым и экспоненциально диофантовым представлениям перечислимых множеств
- 1983 — Тайво Викторович Арак — за цикл работ «Равномерные предельные теоремы для сумм независимых случайных величин»
- 1986 — Борис Фадеевич Скубенко — за «Цикл работ по неоднородным и однородным задачам геометрии чисел» (1972—1981 гг.)
- 1989 — Яков Григорьевич Синай — за цикл работ по предельным теоремам для динамических систем и процессов с сильной зависимостью
- 1992 — Геннадий Иванович Архипов — за цикл работ «Проблема Гильберта-Камке»
- 1997 — Александр Семенович Холево — за цикл работ «Некоммутативная теория вероятностей»
- 2000 — Василий Алексеевич Исковских — за цикл работ «Бирациональная теория рациональных поверхностей»
- 2003 — Александр Алексеевич Боровков — за цикл работ по предельным теоремам для случайных процессов
- 2006 — Юрий Валентинович Нестеренко — за цикл работ «Трансцендентность и алгебраическая независимость чисел»
- 2009 — Андрей Юрьевич Зайцев — за цикл работ «Оценки точности аппроксимации распределений сумм независимых слагаемых»
- 2015 — Сергей Викторович Бочкарев — за цикл работ «Тригонометрические и ортогональные ряды»
- 2018 — Александр Иванович Аптекарев — за цикл работ «Асимптотики совместно ортогональных многочленов и их приложения к теории чисел и теории случайных матриц»
- 2021 — Юрий Геннадьевич Прохоров — за цикл работ «Вырождения поверхностей дель Пеццо»
- 2024 — доктор физико-математических наук Владимир Алексеевич Ватутин — за цикл работ «Предельные теоремы для ветвящихся процессов в случайной среде»